# Newcastle United Football Club 1995-1996
Questa voce raccoglie le informazioni riguardanti il Newcastle United Football Club nelle competizioni ufficiali della stagione 1995-1996.

## Divise e sponsor
Lo sponsor tecnico per la stagione 1995-1996 è Adidas, mentre lo sponsor ufficiale è Newcastle Brown Ale, entrambi cambiati rispetto alla precedente stagione.
| Casa | Trasferta |

## Organigramma societario
Area direttiva
- Presidente: Sir John Hall[4]

Area tecnica
- Allenatore: Kevin Keegan[5]

## Calciomercato

### Sessione invernale
| Acquisti | Acquisti          | Acquisti  | Acquisti                    |
| R.       | Nome              | da        | Modalità                    |
| -------- | ----------------- | --------- | --------------------------- |
| C        | David Batty       | Blackburn | definitivo (3,75 milioni £) |
| A        | Faustino Asprilla | Parma     | definitivo (17 miliardi ₤)  |

## Risultati

### FA Premier League
| Arbitro: | Dilkes (Mossley) |

|                                           |           |  |
| Lee 7’ Beardsley 82’ (rig.) Ferdinand 83’ | Marcatori |  |

| Arbitro: | Lodge (Barnsley) |

|              |           |                            |
| Bergsson 51’ | Marcatori | 17’, 84’ Ferdinand 77’ Lee |

| Arbitro: | Alcock (Halstead) |

|  |           |                          |
|  | Marcatori | 53’ Ginola 75’ Beardsley |

| Arbitro: | Hart (Darlington) |

|               |           |  |
| Ferdinand 67’ | Marcatori |  |

| Arbitro: | Ashby (Worcester) |

|              |           |  |
| Magilton 65’ | Marcatori |  |

| Arbitro: | Winter (Stockton-on-Tees) |

|                                  |           |             |
| Beardsley 17’ Ferdinand 38’, 59’ | Marcatori | 81’ Creaney |

| Arbitro: | Jones (Loughborough) |

|                    |           |  |
| Ferdinand 41’, 57’ | Marcatori |  |

| Arbitro: | Cooper (Pontypridd) |

|            |           |                                  |
| Limpar 81’ | Marcatori | 11’ Ferdinand 59’ Lee 65’ Kitson |

| Arbitro: | Durkin (Portland) |

|                 |           |                                  |
| Dichio 45’, 68’ | Marcatori | 46’, 72’ Gillespie 56’ Ferdinand |

| Arbitro: | Poll (Tring) |

|                                                        |           |           |
| Howey 31’ Ferdinand 35’, 41’, 63’ Clark 59’ Albert 84’ | Marcatori | 60’ Gayle |

| Arbitro: | Bodenham (Looe) |

|               |           |            |
| Armstrong 21’ | Marcatori | 47’ Ginola |

| Arbitro: | Reed (Birmingham) |

|                         |           |          |
| Ferdinand 2’ Watson 89’ | Marcatori | 10’ Rush |

| Arbitro: | Lodge (Barnsley) |

|             |           |               |
| Johnson 22’ | Marcatori | 58’ Ferdinand |

| Arbitro: | Gallagher (Banbury) |

|         |           |  |
| Lee 13’ | Marcatori |  |

| Arbitro: | Dunn (Gloucestershire) |

|                       |           |           |
| Lee 70’ Beardsley 71’ | Marcatori | 31’ Deane |

| Arbitro: | Ashby (Worcester) |

|                               |           |                                         |
| Holdsworth 18’, 65’ Ekoku 21’ | Marcatori | 9’, 29’ Ferdinand 35’ (aut.) Cunningham |

| Arbitro: | Dilkes (Mossley) |

|              |           |  |
| Petrescu 42’ | Marcatori |  |

| Arbitro: | Durkin (Portland) |

|               |           |  |
| Ferdinand 17’ | Marcatori |  |

| Arbitro: | Elleray (Harrow on the Hill) |

|                         |           |          |
| Lee 11’, 74’ Ginola 26’ | Marcatori | 14’ Woan |

| Arbitro: | Alcock (Halstead) |

|                   |           |  |
| Cole 6’ Keane 53’ | Marcatori |  |

| Arbitro: | Alcock (Halstead) |

|                          |           |  |
| Williamson 7’ Cottee 82’ | Marcatori |  |

| Arbitro: | Gallagher (Banbury) |

|                         |           |  |
| Ginola 1’ Ferdinand 47’ | Marcatori |  |

| Arbitro: | Jones (Loughborough) |

|  |           |            |
|  | Marcatori | 44’ Watson |

| Arbitro: | Cooper (Pontypridd) |

|                         |           |              |
| Kitson 9’ Beardsley 37’ | Marcatori | 19’ Bergsson |

| Arbitro: | Danson (Leicester) |

|                         |           |  |
| Ferdinand 54’ Clark 90’ | Marcatori |  |

| Arbitro: | Dunn (Gloucestershire) |

|                      |           |                          |
| Beresford 37’ (aut.) | Marcatori | 74’ Watson 78’ Ferdinand |

| Arbitro: | Gallagher (Banbury) |

|         |           |  |
| Lee 10’ | Marcatori |  |

| Arbitro: | Bodenham (Looe) |

|                           |           |                              |
| Quinn 16’, 62’ Rösler 77’ | Marcatori | 44’, 81’ Albert 71’ Asprilla |

| Arbitro: | Elleray (Harrow on the Hill) |

|  |           |             |
|  | Marcatori | 51’ Cantona |

| Arbitro: | Dilkes (Mossley) |

|          |           |               |
| Woan 75’ | Marcatori | 32’ Beardsley |

| Arbitro: | Lodge (Barnsley) |

|                                       |           |  |
| Albert 21’ Asprilla 55’ Ferdinand 65’ | Marcatori |  |

| Arbitro: | Durkin (Portland) |

|                        |           |  |
| Marshall 3’ Wright 17’ | Marcatori |  |

| Arbitro: | Reed (Birmingham) |

|                                   |           |                                       |
| Fowler 2’, 55’ Collymore 68’, 90’ | Marcatori | 10’ Ferdinand 14’ Ginola 57’ Asprilla |

| Arbitro: | Danson (Leicester) |

|                    |           |              |
| Beardsley 77’, 81’ | Marcatori | 53’ Holloway |

| Arbitro: | Willard (Worthing) |

|                 |           |           |
| Fenton 86’, 89’ | Marcatori | 76’ Batty |

| Arbitro: | Bodenham (Looe) |

|               |           |  |
| Ferdinand 64’ | Marcatori |  |

| Arbitro: | Burge (Tonypandy) |

|  |           |               |
|  | Marcatori | 18’ Gillespie |

| Arbitro: | Gallagher (Banbury) |

|               |           |             |
| Ferdinand 71’ | Marcatori | 57’ Dozzell |

### FA Cup
| Arbitro: | Lodge (Barnsley) |

|            |           |               |
| Hughes 35’ | Marcatori | 90’ Ferdinand |

| Arbitro: | Lodge (Barnsley) |

|                                   |                      |                            |
| Albert 42’ Beardsley 64’ (rig.)   | Marcatori            | 62’ (rig.) Wise 89’ Gullit |
| Beardsley Watson Beresford Albert | Tiri di rigore 2 – 4 | Lee Wise Peacock Newton    |

### Football League Cup
| Bristol 19 settembre 1995 Secondo turno                                                      | Bristol City | 0 – 5 referto                                              | Newcastle United | Ashton Gate Stadium (15.592 spett.) |
| \| \| \| \| \| \| Marcatori \| 8’ Peacock 22’ Sellars 30’ Ferdinand 46’ Gillespie 85’ Lee \| |              |                                                            |                  |                                     |
|                                                                                              |              |                                                            |                  |                                     |
|                                                                                              | Marcatori    | 8’ Peacock 22’ Sellars 30’ Ferdinand 46’ Gillespie 85’ Lee |                  |                                     |

| Newcastle upon Tyne 4 ottobre 1995 Secondo turno - Replay                          | Newcastle United | 3 – 1 referto | Bristol City | St James' Park (36.357 spett.) |
| \| \| \| \| \| Barton 48’ Ferdinand 55’ Albert 65’ \| Marcatori \| 14’ Agostino \| |                  |               |              |                                |
|                                                                                    |                  |               |              |                                |
| Barton 48’ Ferdinand 55’ Albert 65’                                                | Marcatori        | 14’ Agostino  |              |                                |

| Stoke-on-Trent 25 ottobre 1995 Terzo turno                                     | Stoke City | 0 – 4 referto                                | Newcastle United | Victoria Ground (23.000 spett.) |
| \| \| \| \| \| \| Marcatori \| 30’, 39’ Beardsley 53’ Ferdinand 73’ Peacock \| |            |                                              |                  |                                 |
|                                                                                |            |                                              |                  |                                 |
|                                                                                | Marcatori  | 30’, 39’ Beardsley 53’ Ferdinand 73’ Peacock |                  |                                 |

| Liverpool 29 novembre 1995 Quarto turno      | Liverpool | 0 – 1 referto | Newcastle United | Anfield (40.077 spett.) |
| \| \| \| \| \| \| Marcatori \| 77’ Watson \| |           |               |                  |                         |
|                                              |           |               |                  |                         |
|                                              | Marcatori | 77’ Watson    |                  |                         |

| Arbitro: | Ashby (Worcester) |

|                 |           |  |
| Wright 44’, 90’ | Marcatori |  |

## Statistiche

### Statistiche di squadra
| Competizione        | Punti | In casa | In casa | In casa | In casa | In casa | In casa | In trasferta | In trasferta | In trasferta | In trasferta | In trasferta | In trasferta | Totale | Totale | Totale | Totale | Totale | Totale | DR  |
| Competizione        | Punti | G       | V       | N       | P       | Gf      | Gs      | G            | V            | N            | P            | Gf           | Gs           | G      | V      | N      | P      | Gf     | Gs     | DR  |
| ------------------- | ----- | ------- | ------- | ------- | ------- | ------- | ------- | ------------ | ------------ | ------------ | ------------ | ------------ | ------------ | ------ | ------ | ------ | ------ | ------ | ------ | --- |
| FA Premier League   | 78    | 19      | 17      | 1       | 1       | 38      | 9       | 19           | 7            | 5            | 7            | 28           | 28           | 38     | 24     | 6      | 8      | 66     | 37     | +29 |
| FA Cup              | -     | 1       | 0       | 1       | 0       | 2       | 2       | 1            | 0            | 1            | 0            | 1            | 1            | 2      | 0      | 2      | 0      | 3      | 3      | 0   |
| Football League Cup | -     | 1       | 1       | 0       | 0       | 3       | 1       | 4            | 3            | 0            | 1            | 10           | 2            | 5      | 4      | 0      | 1      | 13     | 3      | +10 |
| Totale              | -     | 21      | 18      | 2       | 1       | 43      | 12      | 24           | 10           | 6            | 8            | 39           | 31           | 45     | 28     | 8      | 9      | 82     | 43     | +39 |

### Andamento in campionato
Il luogo e il risultato seguono la numerazione ufficiale delle giornate, mentre la posizione segue l'ordine cronologico delle partite senza guardare al numero della giornata. Questo riflette l'effettivo andamento in campionato.
| Giornata  | 1 | 2 | 3 | 4 | 5 | 6 | 7 | 8 | 9 | 10 | 11 | 12 | 13 | 14 | 15 | 16 | 17 | 18 | 19 | 20 | 21 | 22 | 23 | 24 | 25 | 26 | 27 | 28 | 29 | 30 | 31 | 32 | 33 | 34 | 35 | 36 | 37 | 38 |
| --------- | - | - | - | - | - | - | - | - | - | -- | -- | -- | -- | -- | -- | -- | -- | -- | -- | -- | -- | -- | -- | -- | -- | -- | -- | -- | -- | -- | -- | -- | -- | -- | -- | -- | -- | -- |
| Luogo     | C | T | T | C | T | C | C | T | T | C  | T  | C  | T  | C  | C  | T  | T  | C  | C  | T  | T  | C  | T  | C  | C  | T  | C  | T  | C  | T  | C  | T  | T  | C  | T  | C  | T  | C  |
| Risultato | V | V | V | V | P | V | V | V | P | V  | N  | V  | N  | V  | V  | N  | P  | V  | V  | P  | P  | V  | V  | V  | V  | V  | V  | N  | P  | N  | V  | P  | P  | V  | P  | V  | V  | N  |
| Posizione | 1 | 1 | 1 | 1 | 1 | 1 | 1 | 1 | 1 | 1  | 1  | 1  | 1  | 1  | 1  | 1  | 1  | 1  | 1  | 1  | 1  | 1  | 1  | 1  | 1  | 1  | 1  | 1  | 2  | 2  | 2  | 2  | 2  | 2  | 2  | 2  | 2  | 2  |

Fonte: (EN) Newcastle United 1995-1996, su statto.com. URL consultato il 27 dicembre 2013 (archiviato dall'url originale il 6 dicembre 2013).
Legenda:

Luogo: C = Casa; T = Trasferta. Risultato: V = Vittoria; N = Pareggio; P = Sconfitta.

### Statistiche dei giocatori
| Giocatore    | Premier League | Premier League | Premier League | Premier League | FA Cup   | FA Cup | FA Cup      | FA Cup     | League Cup | League Cup | League Cup  | League Cup | Totale   | Totale | Totale      | Totale     |
| Giocatore    | Presenze       | Reti           | Ammonizioni    | Espulsioni     | Presenze | Reti   | Ammonizioni | Espulsioni | Presenze   | Reti       | Ammonizioni | Espulsioni | Presenze | Reti   | Ammonizioni | Espulsioni |
| ------------ | -------------- | -------------- | -------------- | -------------- | -------- | ------ | ----------- | ---------- | ---------- | ---------- | ----------- | ---------- | -------- | ------ | ----------- | ---------- |
| P. Albert    | 23             | 4              | 5              | 0              | 2        | 1      | 0           | 0          | 3          | 1          |             | 0          | 28       | 6      | 5           | 0          |
| F. Asprilla  | 14             | 3              | 2              | 0              | -        | -      | -           | -          | -          | -          | -           | -          | 14       | 3      | 2           | 0          |
| W. Barton    | 31             | 0              | 4              | 0              | 2        | 0      | 1           | 0          | 5          | 1          |             | 0          | 38       | 1      | 5           | 0          |
| D. Batty     | 11             | 1              | 2              | 0              | -        | -      | -           | -          | -          | -          | -           | -          | 11       | 1      | 2           | 0          |
| P. Beardsley | 35             | 8              | 6              | 0              | 2        | 1      | 0           | 0          | 3          | 2          |             | 0          | 40       | 11     | 6           | 0          |
| J. Beresford | 33             | 0              | 4              | 1              | 1        | 0      | 0           | 0          | 2          | 0          |             |            | 36       | 0      | 4           | 1          |
| P. Brayson   | -              | -              | -              | -              | ?        | ?      | ?           | ?          | 1          | 0          | 0           | 0          | 1+       | 0+     | 0+          | 0+         |
| L. Clark     | 28             | 2              | 1              | 0              | 2        | 0      | 0           | 0          | 3          | 0          |             | 0          | 33       | 2      | 1           | 0          |
| J. Crawford  | -              | -              | -              | -              | ?        | ?      | ?           | ?          | 1          | 0          | 0           | 0          | 1+       | 0+     | 0+          | 0+         |
| R. Elliott   | 6              | 0              | 2              | 0              | 2        | 0      | 1           | 0          | 2          | 0          |             | 0          | 10       | 0      | 3           | 0          |
| L. Ferdinand | 37             | 25             | 4              | 0              | 2        | 1      | 0           | 0          | 5          | 3          |             | 0          | 44       | 29     | 4           | 0          |
| R. Fox       | 4              | 0              | 0              | 0              | ?        | ?      | ?           | ?          | 1          | 0          | 0           | 0          | 5+       | 0+     | 0+          | 0+         |
| K. Gillespie | 28             | 3              | 3              | 0              | ?        | ?      | ?           | ?          | 4          | 1          |             | 0          | 32+      | 4+     | 3+          | 0+         |
| D. Ginola    | 34             | 5              | 6              | 0              | 2        | 0      | 0           | 0          | 4          | 0          |             | 0          | 40       | 5      | 6           | 0          |
| S. Hislop    | 24             | -19            | 0              | 0              | 0        | 0      | 0           | 0          | 4          |            | 0           | 0          | 28       | -19    | 0           | 0          |
| C. Holland   | 0              | 0              | 0              | 0              | ?        | ?      | ?           | ?          | 1          | 0          | 0           | 0          | 1+       | 0+     | 0+          | 0+         |
| M. Hottiger  | 1              | 0              | 0              | 0              | ?        | ?      | ?           | ?          | 2          | 0          | 0           | 0          | 3+       | 0+     | 0+          | 0+         |
| S. Howey     | 28             | 1              | 2              | 0              | 1        | 0      | 1           | 0          | 4          | 0          |             | 0          | 33       | 1      | 3           | 0          |
| D. Huckerby  | 1              | 0              | 0              | 0              | 1        | 0      | 0           | 0          |            |            |             |            | 2        | 0      | 0           | 0          |
| P. Kitson    | 7              | 2              | 1              | 0              | 2        | 0      | 0           | 0          |            |            |             |            | 9        | 2      | 1           | 0          |
| R. Lee       | 36             | 8              | 3              | 0              | 1        | 0      | 1           | 0          | 3          | 1          |             | 0          | 40       | 9      | 4           | 0          |
| D. Peacock   | 34             | 0              | 3              | 0              | 2        | 0      | 2           | 1          | 5          | 2          |             | 0          | 41       | 2      | 5           | 1          |
| S. Sellars   | 6              | 0              | 0              | 0              | ?        | ?      | ?           | ?          | 2          | 1          | 0           | 0          | 8+       | 1+     | 0+          | 0+         |
| P. Srníček   | 15             | -18            | 0              | 0              | 2        | -3     | 0           | 0          | 2          |            | 0           | 0          | 19       | -21    | 0           | 0          |
| S. Watson    | 23             | 3              | 0              | 0              | 1        | 0      | 0           | 0          | 4          | 1          | 0           | 0          | 28       | 4      | 0           | 0          |